# ハノーファー広域連合
ハノーファー広域連合 (ハノーファーこういきれんごう、ドイツ語: Region Hannover) は、ドイツ、ニーダーザクセン州の特別な自治体連合体である。ハノーファー広域連合で最も人口の多い都市はハノーファー、ガルプセン、ランゲンハーゲンで、最も広い都市はノイシュタット・アム・リューベンベルゲ（ドイツ全体で10番目に広い自治体である）である。ハノーファー広域連合は、ハノーファー＝ブラウンシュヴァイク＝ゲッティンゲン＝ヴォルフスブルク大都市圏の一部である。

## 地理

### 位置
この広域連合は、リューネブルガー・ハイデから中低山地への移行部に位置している。西部にはニーダーザクセン州で最も大きな内陸湖のシュタインフーダー湖があり、周辺は広い湿地で囲まれている。南西には中低山地に至る前のなだらかな丘陵カレンベルガー・ラントがある。南西部は、バルジングハウゼンやシュプリンゲ周辺のダイスターやオスターヴァルトといった中低山地の山並みに含まれる。南東部はヒルデスハイマー・ベルデの肥沃な農耕地である。中心には人口53,000人を超えるニーダーザクセン州の州都ハノーファーが位置している。景観地理学上、北部はハノファーシェ・モーアゲーストに属す。ここから広大な森林地帯（特に松の木が豊富）であるジュートハイデに至る。ハノーファー広域連合はニーダーザクセン州中部の南寄りに位置している。広域連合内の最高峰は、ダイスターのブレーン（海抜 405 m）である。

### 隣接する地域
ハノーファー広域連合は、北はハイデクライス郡、北西はツェレ郡、東はギフホルン郡およびパイネ郡、南はヒルデスハイム郡、南西はハーメルン＝ピルモント郡、西はシャウムブルク郡、北西はニーンブルク/ヴェーザー郡と境を接している。

## 歴史
ハノーファー広域連合は、2001年11月1日に、当時のハノーファー郡と郡独立市ハノーファーとが統合されて成立した。同時にハノーファー郡とハノーファー広域自治体連合は廃止された。ハノーファー広域連合は、当時のハノーファー行政管区の機能をも引き継いだ。ハノーファー市はハノーファー広域連合に組み込まれたが、「ハノーファー広域連合に関する法律」やニーダーザクセン州自治体法 (NGO) が別に定める権限を除いて、郡独立市としての機能は維持した。NGO は、ニーダーザクセン自治体包括法の制定により2011年に廃止された。

## 住民

### 人口推移
| \| 年 \| 人口（人）[2] \| \| ---- \| ------------- \| \| 2001 \| 1,119,625 \| \| 2005 \| 1,128,287 \| \| 2010 \| 1,130,679 \| \| 2015 \| 1,136,259 \| \| 2020 \| 1,156,223 \| \| 2021 \| 1,156,436 \| |            |
| 年 | 人口（人） |
| 2001 | 1,119,625  |
| 2005 | 1,128,287  |
| 2010 | 1,130,679  |
| 2015 | 1,136,259  |
| 2020 | 1,156,223  |
| 2021 | 1,156,436  |

### 宗教統計
2011年、住民の 48.0 % が福音主義、13.4 % がローマ＝カトリックを信仰しており、38.6 % が無宗教、その他の宗教の信者、または無回答であった。プロテスタントやカトリックの信者数はこれ以後減少しており、公共の権利を有さない宗教組織に属す人が人口の多数を占めるようになった。2019年末には福音主義 33.9 %、ローマ＝カトリック 11.8 %、そのどちらでもないあるいは無宗教が 54.3 % であった。2018年時点ではハノーファー広域連合の住民のうち 35.1 % が福音主義、12.2 % がカトリック信者で、過半数の 52.7 % がそのいずれでもなかった。

## 行政

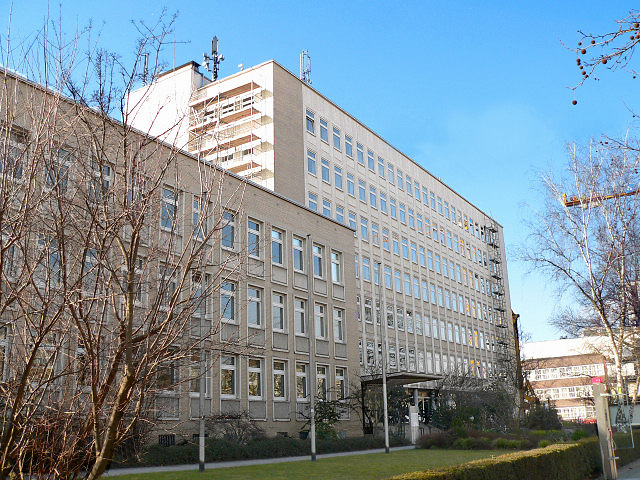
ハノーファー広域連合行政庁舎

ハノーファー広域連合のロゴ

レギオンスフェアザムルング（地域議会）がハノーファー広域連合の代表であり、主要組織である。この議会は、かつては7年、現在は5年ごとに選出されるレギオンスプレジデント（地域長）を含む85人で構成されている。残りの84人の議員も、同じく5年ごとに改選される。地域議会の議長は、2021年からクリスティーナ・シュリッカー (SPD) が務めている。ニーダーザクセン州の他の自治体代表と同様に、地域議会は委員会を形成できる。初代地域長は2001年に就任したミヒャエル・アルントであった。2021年からはシュテフェン・クラッハが地域長を務めている。地域長には3人の代行者（名誉職）がいる。地域議会の筆頭議員が行政分野における地域長の一般執務者を務める。2021年の選挙結果に基づく議席配分は以下の通りである。
| 政党                                          | 2021年     | 2021年 | 2016年     | 2011年 | 2011年     |        |
| --------------------------------------------- | ---------- | ------ | ---------- | ------ | ---------- | ------ |
| 政党                                          | 得票率 (%) | 議席数 | 得票率 (%) | 議席数 | 得票率 (%) | 議席数 |
| ドイツ社会民主党 (SPD)                        | 29.9       | 25     | 32.3       | 26     | 36.4       | 31     |
| ドイツキリスト教民主同盟 (CDU)                | 26.2       | 22     | 29.0       | 24     | 31.0       | 26     |
| 同盟90/緑の党 (Grüne)                         | 21.3       | 18     | 13.6       | 12     | 19.0       | 16     |
| 自由民主党 (FDP)                              | 6.5        | 5      | 5.4        | 5      | 3.1        | 3      |
| ドイツのための選択肢 (AfD)                    | 5.1        | 4      | 10.1       | 9      | -          | -      |
| 左翼党 (Linke)                                | 3.6        | 3      | 4.8        | 4      | 2.5        | 3      |
| 人間・環境・動物福祉党                        | 1.7        | 1      | -          | -      | -          | -      |
| パルタイ (PARTEI)                             | 1.6        | 1      | 0.9        | 1      | -          | -      |
| Basisdemokratische Partei Deutschland (Basis) | 1.0        | 1      | -          | -      | -          | -      |
| ドイツ海賊党 (Piraten)                        | 0.9        | 1      | 1.6        | 1      | 3.0        | 2      |
| Die Hannoveraner (HAN)                        | 0.8        | 1      | 1.9        | 2      | 2.7        | 2      |
| Freie Wähler (FW)                             | 0.8        | 1      | -          | -      | -          | -      |
| Volt Deutschland (Volt)                       | 0.6        | 1      | -          | -      | -          | -      |
| BürgerForum (BF)                              | -          | -      | -          | -      | 0.6        | 0      |
| Bündnis für Soziale Gerechtigkeit (BSG)       | -          | -      | -          | -      | 0.6        | 0      |
| その他                                        | 0.2        | 0      | 1.5        | 0      | 1.6        | 0      |
| 合計                                          | 100        | 84     | 100        | 84     | 100        | 84     |
| 投票率                                        | 54,7 %     | 54,7 % | 54.6 %     | 54.6 % | 49.7 %     | 49.7 % |

### 地域委員会
レギオナルスアウスシュス（地域委員会）は地域議会に次ぐハノーファー広域連合の第2の政治機関で、独立性を保障されている。地域委員会は地域議会の議決の準備・調整を行う。地域長を議長とし、地域議会の議員が委員として参加し、行政体の部局長が勧告を行う。

### 地域長
歴代の地域長を以下に列記する。
- 2001年 - 2006年: ミヒャエル・アルント (SPD)
- 2006年 - 2021年: ハウケ・ヤーガウ (SPD)
- 2021年 - : シュテフェン・クラッハ

シュテフェン・クラッハは、2021年9月26日の決選投票で 63.91 % の支持票を獲得して新たな地域長に選出された。

### 行政組織
行政組織は、地域長直轄部局（R部局）と5つの部局からなる。行政組織には2,000人以上の職員が在籍している。
- 地域長直轄部局
- 部局 I: 公衆衛生、安全、IT-整備、EU問題
- 部局 II: 社会インフラ
- 部局 III: 環境、開発・建設計画
- 部局 IV: 経済、交通、教育
- 部局 V: 財政、固定資産

### 紋章
図柄: 赤地。上部に右向き（向かって左向き）に歩く金の獅子。下部には先端が下を向いた、赤い葉肋をもつ銀の三つ葉のクローバーの葉。

### 姉妹地域
ハノーファー広域連合は以下の地域と姉妹関係にある。
- ウンター＝ガリラヤ地域（イスラエル）
- ポズナンスキ郡（ドイツ語版、英語版）（ポーランド、ヴィエルコポルスカ県）
- ミュンヘン郡（ドイツ、バイエルン州）

## 経済と社会資本
2020年時点でこの広域連合は 486億7200万ユーロの負債を抱えており、ドイツの負債が多い都市リストの第6位に位置づけられている。同じ年の住民一人あたりのBIPは46,474ユーロ/人（ニーダーザクセン全体では 37,647ユーロ/人、ドイツ全体では 40,495ユーロ/人）である。ハノーファー広域連合内では2020年に約687,800人が働いている。2022年10月時点の失業率は 7.0 % で、ニーダーザクセン州の平均 5.4 % よりも高い。
ツーフンクトアトラス2016（直訳: 未来地図2016）でハーノーファー広域連合は、ドイツの402の郡、市町村連合、郡独立市の中で82位に位置づけられており、「高い将来性を持つ」地域に数えられている。2019年の調査では、401地域中83位であったが、2022年では400地域中138位となった。
ハノーファー広域連合には様々な大企業がその本社やドイツ本部を置いている。たとえばスイス・ライフ・セレクト（旧 AED）、バールゼン（焼き菓子製造）、コンチネンタル（自動車部品製造）、ドイチェ・メッセ AG、ハインツ・フォン・ハイデン GmbH マッシヴホイザー（集合住宅開発）、コマツ・ハノマーク、カウフメニシェ・クランケンカッセ - KKH（保険業）、キント・ヘルゲレーテ（補聴器、眼科用機器、防護服など）、コニカミノルタ、北ドイツ州立銀行、リコー、ロスマン（ドラッグストアチェーン）、ゼンハイザー（音響機器）、タランクス（保険業）、トゥイ、ジョンソンコントロールズ（旧 ファルタ AG）、フォルクスワーゲン商用車両などである。クリニークム・レギオン・ハノーファー病院連合はこの広域連合の援助下にある。

### 交通
南北と東西の重要な交通軸がハーゲンで交差している。ハノーファー東ジャンクションで連邦アウトバーン A2号線（欧州自動車道路 E30号線）と A7号線（E45号線）が交差する。さらにアウトバーン A37号線や A352号線および連邦道 B3、B6、B65、B217、B441、B522号線のインターチェンジがある。ミッテルラント運河とそれから分岐したハノーファー - リンデン運河がハノーファーとルール地方、ハンブルク、ベルリンとを内陸航路で結んでいる。ハノーファー＝ランゲンハーゲン空港経由で国際的なハブ空港であるフランクフルト国際空港や、その他に国内外への定期航路、観光航路が形成されている。
近郊交通については、ハノーファー広域連合は、ハノーファー広域交通により、ハノーファーSバーンやハノーファー・シュタットバーンを含む伝統豊かな交通手段が利用可能である。

### 教育機関
ハノーファー広域連合は、ハノーファー市に12校、ブルクドルフ、ノイシュタット、シュプリンゲにそれぞれ1校ある公立職業訓練学校の運営母体である。この他に公立養護学校の運営も行っている。

### 市町村
ハノーファー広域連合の市町村はいずれもアインハイツゲマインデ（集合自治体を形成しない単独自治体）である。
| - バルジングハウゼン 市 (Barsinghausen, 34,955) - ブルクドルフ 市 (Burgdorf, 31,302) - ブルクヴェーデル 市 (Burgwedel, 20,481) - ガルプセン 市 (Garbsen, 61,594) - ゲールデン 市 (Gehrden, 15,329) - ハノーファー 市、州都 (Hannover, 548,186) - ヘンミンゲン 市 (Hemmingen, 18,885) - イーゼルンハーゲン (Isernhagen, 24,459) - ラーツェン 市 (Laatzen, 42,560) - ランゲンハーゲン 市 (Langenhagen, 55,746) - レールテ 市 (Lehrte, 45,097) - ノイシュタット・アム・リューベンベルゲ 市 (Neustadt am Rübenberge, 45,325) - パッテンゼン 市 (Pattensen, 14,678) - ロネンベルク 市 (Ronnenberg, 24,505) - ゼールツェ 市 (Seelze, 34,798) - ゼーンデ 市 (Sehnde, 24,167) - シュプリンゲ 市 (Springe, 29,258) - ユッツェ (Uetze, 20,392) - ヴェーデマルク (Wedemark, 30,060) - ヴェンニグセン (ダイスター) (Wennigsen (Deister), 14,233) - ヴンストルフ 市 (Wunstorf, 41,666) | ハノーファー広域連合の市町村図 |

（人口は2023年12月31日現在の数値である）

## 自然保護区
ハノーファー広域連合内には、景観保護区や自然文化財の他に、37件の自然保護区（2017年2月現在）が指定されている。

## 関連図書
- Martin Höfelmann (2008). Kommunale Selbstverwaltung in Deutschland – Organisation und Aufbau der Kommunalverwaltung – Mit exemplarischem Vergleich der Stadtverwaltungen der Landeshauptstädte Hannover und Erfurt. München. ISBN 978-3-640-19218-2
- Jens Wassermann (2007). Die Region Hannover – Regionale Kooperation vor dem Hintergrund einer institutionalisierten Gebietskörperschaft. Saarbrücken: VDM Verlag Dr. Müller. ISBN 978-3-8364-5577-0
- Klaus Mlynek (2009). “Region Hannover”. In Klaus Mlynek, Waldemar R. Röhrbein et al. Stadtlexikon Hannover. Von den Anfängen bis in die Gegenwart. Hannover: Schlütersche. p. 519. ISBN 978-3-89993-662-9